# Солџер (Ајова)
Солџер (енгл. Soldier) град је у америчкој савезној држави Ајова. По попису становништва из 2010. у њему је живело 174 становника.

## Демографија
Према попису становништва из 2010. у граду је живело 174 становника, што је -33 (-15.9%) становника више него 2000. године.
| Група             | 2000.       | 2010.       |
| Белци             | 204 (98,6%) | 161 (92,5%) |
| Афроамериканци    | 0 (0,0%)    | 1 (0,6%)    |
| Азијати           | 0 (0,0%)    | 0 (0,0%)    |
| Хиспаноамериканци | 0 (0,0%)    | 5 (2,9%)    |
| Укупно            | 207         | 174         |